# Sněhová bouře

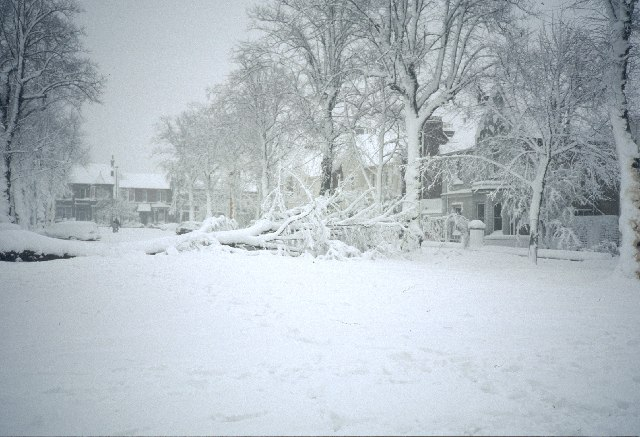
Následek sněhové bouře (Anglie, 1990)

Sněhová bouře (též: vánice) je meteorologická událost s převažujícími silnými sněhovými srážkami doprovázená silným větrem a náhlým poklesem teplot. Sněhová bouře není vždy spojena jen se zimní sezónou, ale může se objevit i na jaře či na podzim.
V některých případech může docházet k tomu, že na zemský povrch dopadá voda v kapalné fázi, která po dopadnutí na předmět okamžitě mrzne, čímž umožňuje vznik ledové krusty na předmětech. V takovém případě hovoříme o ledovce.
Během sněhové bouře napadne na zemský povrch velké množství sněhu, který způsobuje následné kalamitní situace v oblasti jako kolaps dopravy, přetrhání elektrického vedení nebo polomy v lesích. Uvádí se, že přibližně 2 cm vody jsou schopny se přeměnit ve 20 cm sněhové pokrývky.[zdroj?]
Velmi silná a prudká sněhová bouře přecházející až ve vichřici se nazývá blizard.